# California Desert Protection Act
Le California Desert Protection Act de 1994 (16 U.S.C. §§ 410aaa à 410aaa-83, 31 octobre 1994) est une loi  établissant la protection des parcs nationaux de la vallée de la Mort et de Joshua Tree ainsi que la partie californienne du désert des Mojaves.

## Déterminations du Congrès
Le Congrès a constaté que les terres désertiques du sud de la Californie constituent une réserve pour les espèces sauvages, d'une inestimable valeur pour les générations actuelles et à venir. Ces régions désertiques sauvages ont une valeur visuelle, historique, archéologique, environnementale, écologique, biologique, culturelle, scientifique, pédagogique et récréative.
Les terres publiques du désert de Californie sont menacées par de multiples pressions qui, potentiellement, peuvent nuire à leur valeurs naturelles et publiques. Le désert de Californie est une entité cohérente posant des problèmes importants de protection et de gestion de ses ressources. 
Le gouvernement fédéral a entamé une procédure de protection de ces terres en les classant parmi les monuments nationaux. Le Congrès a déclaré sienne cette politique et que les terres publiques du désert de Californie doivent être intégrées au National Park System et au National Wilderness Preservation System afin de préserver les valeurs visuelles, géologiques et naturelles de ces terres, de perpétuer leurs écosystèmes, de protéger et de préserver leurs valeurs historiques et culturelles, d'offrir des opportunités récréatives au public, compatibles avec cet environnement, de protéger et d'étudier ses aspects écologiques et géologiques, d'y maintenir la vie sauvage, et de permettre au public de l'appréhender et de l'apprécier, d'y continuer et d'y encourager les recherches scientifiques sur des écosystèmes non perturbés.

## Source
- (en) « California Desert Protection Act: Summary from Federal Wildlife Laws Handbook », Institute of Public Law at the University of New Mexico School of Law